# Hippopotamidae

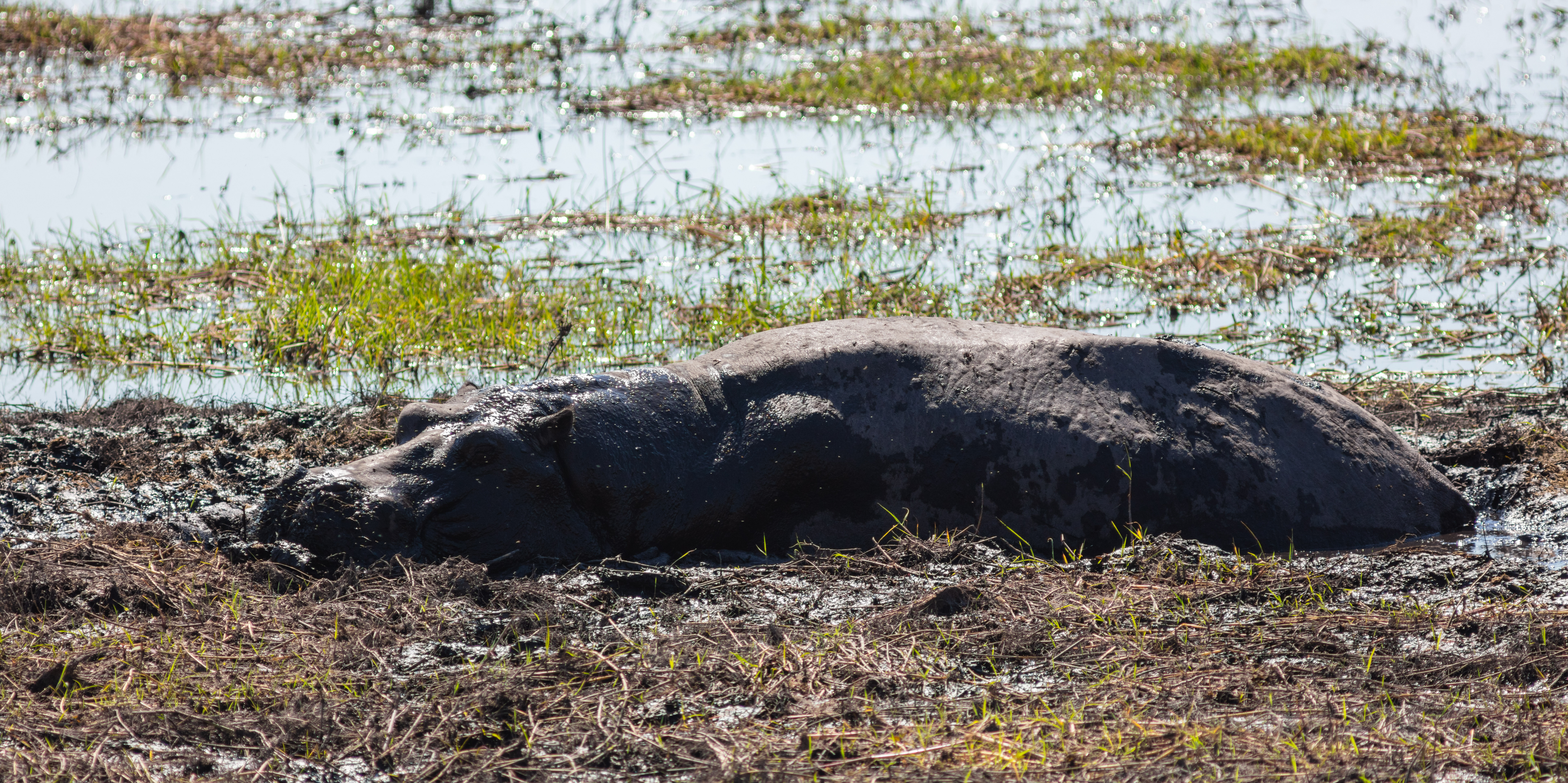
Ejemplar de hipopótamo (Hippopotamus amphibius) bañándose en el barro, parque nacional de Chobe, Botsuana.

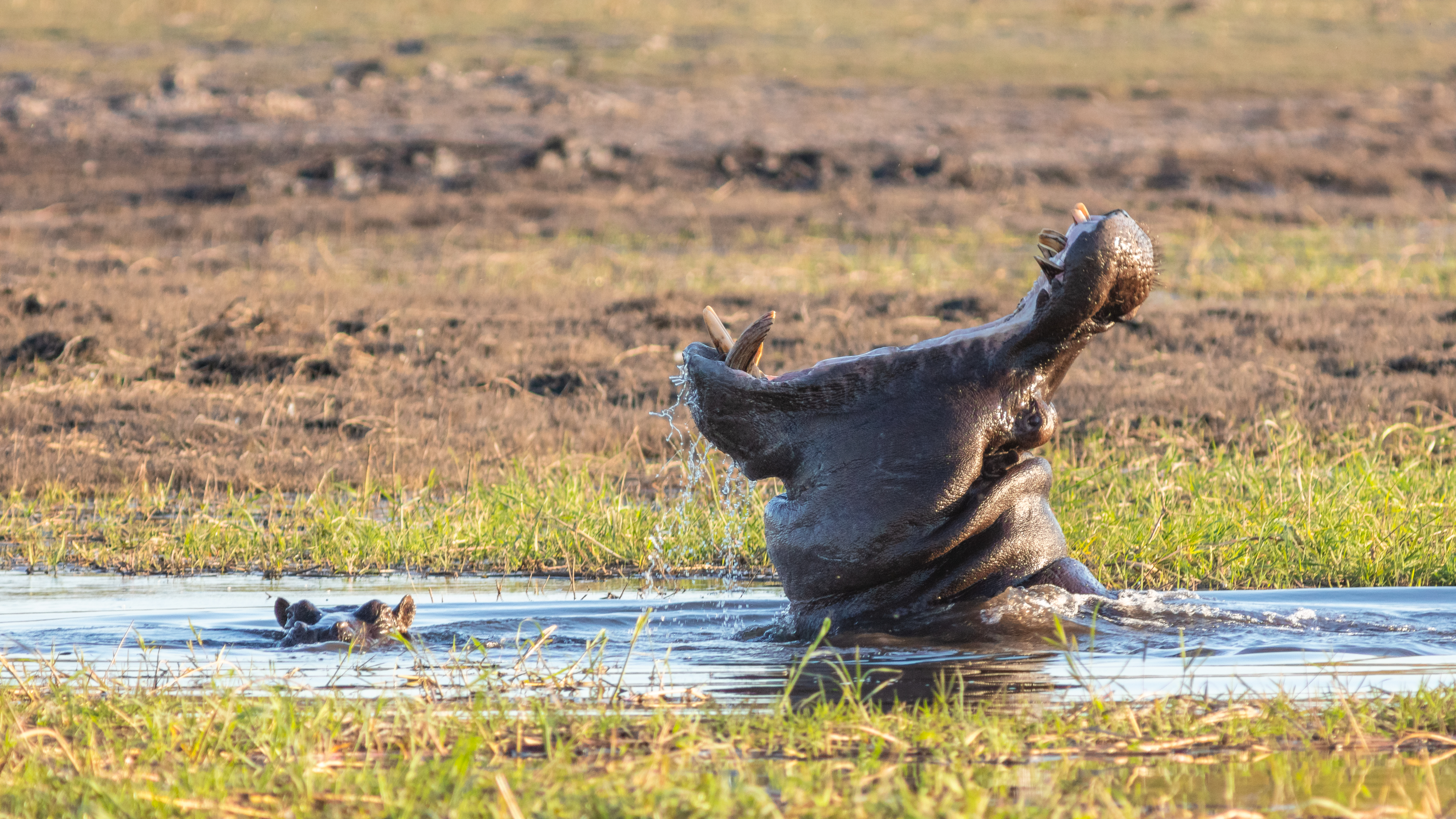
Hipopótamo exhibiendo su dentadura.

Los hipopotámidos (Hippopotamidae) son una familia de mamíferos artiodáctilos que solo cuenta con dos especies actuales, el hipopótamo común (Hippopotamus amphibius) y el hipopótamo pigmeo (Choeropsis liberiensis). Se desarrollaron durante el Mioceno y son los parientes vivos más próximos de los cetáceos ya que ambos son los únicos sobrevivientes del clado Whippomorpha.

## Etimología
En idioma español la palabra hipopótamo deriva del latín hippopotămus, que a su vez proviene del griego hippopótamos (ἱπποπόταμος), compuesto por híppos (ίππος), caballo, y  potamós (ποταμος), río, «caballo de río». Si los griegos de la época clásica designaban a este animal como «caballo de río», los árabes lo llamaban «búfalo de agua», y los antiguos egipcios «cerdo de río».

## Descripción
Los hipopotámidos son unos mamíferos grandes, de piernas cortas, rechonchas, y cuerpos en forma de barril. Tienen una cabeza grande, con una boca amplia y fosas nasales situadas en lo alto del hocico. Al igual que los cerdos, tienen cuatro dedos en el pie, pero a diferencia de estos, utilizan todos los dedos para andar. Los hipopotámidos son ungulados, pero, a diferencia de la mayor parte de estos animales, no tienen pezuñas y cuentan en su lugar con unas almohadillas de resistente tejido conjuntivo. Su estómago tiene tres cámaras, pero no son verdaderos rumiantes.
Las especies actuales son de piel lisa y carecen tanto de glándulas sebáceas como de glándulas sudoríparas. La epidermis es relativamente delgada, por lo que se deshidratan rápidamente en ambientes secos. Las dos especies que existen difieren, en particular, por la forma de las orejas, las cejas son mucho más pronunciadas en el hipopótamo común. El hipopótamo común es mucho mayor, puesto que mide 1,50 metros hasta la cruz y 3,50 metros de longitud para un peso de 1,4 a 3,2 toneladas, mientras que el hipopótamo pigmeo solo mide 1 metro hasta la cruz y de 1,50 a 1,75 metros de longitud y un peso de 170 a 275 kilogramos. La morfología de las patas también es diferente, los dedos son más largos para la especie pigmea, que está más adaptada para la marcha.
Tanto los incisivos como los caninos tipo colmillos son de gran tamaño, aunque los caninos (colmillos) sean con mucho los más grandes, y ambos les crecen durante toda su vida. Los dientes postcaninos son grandes y complejos, adecuados para masticar la materia vegetal que conforma su dieta. El número de incisivos varía incluso entre las mismas especies, pero la fórmula dental generalmente es: 2-3.1.4.3 / 1-3.1.4.3.
Suelen ser muy territoriales, lo que los convierte en animales muy peligrosos y agresivos.

## Historia evolutiva
Los hipopotámidos  descienden de los antracotéridos, una familia de artiodáctilos semiacuáticos que aparecieron en el Eoceno tardío, y se considera generalmente que se asemejaban a hipopótamos pequeños o de cabeza estrecha. Más específicamente, los hipopótamos se separaron de los antracotéridos en algún momento durante el Mioceno. Tras aparecer los hipopotámidos, los antracotéridos entraron en una fase de decadencia causada por una combinación de cambio climático y competencia con sus nuevos parientes, hasta que el último género, Merycopotamus, se extinguió durante el Plioceno Temprano de la India.
Existieron muchas especies de hipopotámidos, pero en la actualidad solo sobreviven dos: el hipopótamo común (Hippopotamus amphibius) y el hipopótamo pigmeo (Choeropsis liberiensis). Son los últimos supervivientes de dos linajes evolutivos principales, los hipopótamos verdaderos y los hipopótamos pigmeos, respectivamente; estos linajes posiblemente podrían ser considerados subfamilias, pero las relaciones entre ellos (aparte de ser parientes bastante distantes) no han sido resueltas.
No se conoce lo suficiente del enigmático Kenyapotamus del Mioceno como para asignarle un lugar en la filogenia de la familia con cierto grado de certeza. Además, el género Hexaprotodon, que ahora está restringido en cierto modo a un grupo extinto de animales que vivían en torno al norte y noreste del océano Índico e incluía a la mayoría de los hipopótamos antiguos, resultó ser parafilético.
El actual hipopótamo pigmeo, que vive en las selvas húmedas del África Occidental, es una especie más arcaica que el género Hippopotamus.
Restos de hipopótamos abundan en los depósitos de África, Oriente Próximo y Europa (incluida toda Gran Bretaña al sur de York). Este último continente solo era habitado de forma intermitente durante los periodos cálidos, emigrando los hipopótamos hacia el sur cuando arreciaban los fríos glaciares. Sobrevivieron en la península ibérica hasta hace unos 30 000 años, y en islas mediterráneas como Malta o Chipre hubo especies enanas hasta el Neolítico. En Madagascar y otras islas al este de África también se desarrollaron especies de pequeño tamaño, que desaparecieron a la llegada del hombre. Todavía en la Edad Antigua estaban presentes en el Bajo Egipto y Palestina, pero hoy han desaparecido de esos lugares y tienen una distribución muy irregular a lo largo y ancho del África subsahariana, tanto en la sabana como en la selva, aunque el ser humano ha ido acabando con ellos poco a poco.

## Taxonomía
La sistemática y taxonomía utilizada sigue fundamentalmente la revisión de Boisserie (2005).
- Género Hippopotamus - hipopótamos verdaderos
  - Hippopotamus amphibius - hipopótamo común África
  - Hippopotamus antiquus † - Europa e islas británicas; Pleistoceno
  - Hippopotamus creutzburgi † - Creta; Pleistoceno
  - Hippopotamus minor † - Chipre; Pleistoceno a Holoceno
  - Hippopotamus melitensis † - Malta; Pleistoceno
  - Hippopotamus pentlandi † - Sicilia; Pleistoceno
  - Hippopotamus lemerlei † - Madagascar; Holoceno
  - Hippopotamus laloumena † - Madagascar; Holoceno
  - Hippopotamus gorgops † - África y continente europeo; Mioceno tardío–Pleistoceno medio
- Provisionalmente situados en Hippopotamus:
  - Hippopotamus aethiopicus † - Kenia y Etiopía; Plioceno-Pleistoceno
  - Hippopotamus afarensis † - anteriormente género Trilobophorus
  - Hippopotamus behemoth † -
  - Hippopotamus kaisensis † - África Central; Plioceno
  - Hippopotamus sirensis † - Marruecos y Argelia; Pleistoceno
- Género Hexaprotodon - hipopótamos asiáticos  
  - Hexaprotodon bruneti † - Etiopía; Plioceno
  - Hexaprotodon coryndoni † - Etiopía; Plioceno
  - Hexaprotodon crusafonti † - España; Mioceno tardío (sin. Hexaprotodon primaevus)
  - Hexaprotodon hipponensis † - Argelia
  - Hexaprotodon imagunculus † - Uganda y cuenca del Congo; Plioceno
  - Hexaprotodon iravaticus † - Birmania; Plioceno-Pleistoceno
  - Hexaprotodon karumensis † - Kenia y Eritrea; Pleistoceno
  - Hexaprotodon madagascariensis † - Madagascar; Holoceno
  - Hexaprotodon namadicus † - India; (posiblemente el mismo que Hex. palaeindicus)
  - Hexaprotodon palaeindicus † - India;
  - Hexaprotodon pantanellii † - Italia; Plioceno
  - Hexaprotodon protamphibius † - Kenia & Chad; Plioceno
  - Hexaprotodon siculus † -
  - Hexaprotodon sivalensis † - India
  - Hexaprotodon sp. † (no descrito) - Myanmar
  - Especies indonesias no descritas †; Pleistoceno

- Género Archaeopotamus - anteriormente incluido en Hexaprotodon
  - Archaeopotamus harvardi † -  Arabia y África Central; Mioceno-Plioceno
  - Archaeopotamus lothagamensis † - Kenia; Mioceno
- 1-2 especies no descritas
- Género Choeropsis - hipopótamos pigmeos
  - Choeropsis liberiensis - hipopótamo pigmeo
- Género Saotherium - anteriormente incluido en Hexaprotodon
  - Saotherium mingoz Chad; Plioceno

## Pigmentación

### Fluidos
Durante el momento del amamantamiento, el color de la leche se vuelve rosa. Se trata del único mamífero con capacidad para pigmentar la leche materna. 
Así mismo, el color de las secreciones sudorosas de estos animales tiene también un tono rosáceo. 
Una vez analizaron los compuestos que formaban la mucosidad se distinguieron dos pigmentos, que dan al aspecto sanguinolento del fluido. Uno es responsable del color rojo y otro del naranja y han sido bautizados por la Kyoto Pharmaceutical University (Japón) como ácido hiposudórico y ácido norhiposudórico, respectivamente. La revista Nature fue la responsable de publicar este hallazgo.

### Piel
Los hipopotámidos son característicos por tener colores oscuros en la piel.